# Theobald van Dampierre
Theobald van Dampierre (circa 1050 - circa 1107) was van 1080 tot aan zijn dood heer van Dampierre. Hij behoorde tot het huis Dampierre.

## Levensloop
Theobald was een zoon van Wouter van Moëslains uit diens huwelijk met Maria van Saint-Just. 
Rond 1080 erfde hij zijn vaderlijke domeinen – de heerlijkheden Dampierre, Saint-Dizier en Moëslains - alsook de heerlijkheid Saint-Just, dat een apanage van zijn moeder was. Ook was hij pair van het bisdom Troyes, een functie waarbij hij waarschijnlijk aanwezig moest zijn bij de wijding van de bisschop van Troyes.
Theobald huwde rond 1090 met Elisabeth, dochter van heer Milon I van Montlhéry. Dit huwelijk leverde het huis Dampierre veel prestige op, daar het huis Montlhéry een zijtak was van het huis Montmorency, een van de meest illustere adellijke geslachten in Frankrijk. Elisabeth bracht tevens het burggraafschap Troyes binnen het huwelijk, waardoor hij een belangrijke figuur in het graafschap Champagne werd.
Theobald I van Dampierre overleed rond 1107.

## Nakomelingen
Theobald en zijn echtgenote Elisabeth kregen minstens drie kinderen:
- Gwijde I (overleden in 1151), heer van Dampierre
- Odo (overleden na 1136)
- een dochter, die huwde met een ridder genaamd Godfried